# Gomesa doniana
Gomesa doniana är en orkidéart som först beskrevs av James Bateman och W.H.Baxter, och fick sitt nu gällande namn av Mark W. Chase och Norris Hagan Williams. Gomesa doniana ingår i släktet Gomesa och familjen orkidéer. Inga underarter finns listade i Catalogue of Life.